# Marcos Rodríguez Fernández
Marcos Rodríguez Fernández (Marín (Pontevedra), 7 de enero de 1984) es un futbolista español que juega en el S. D. Compostela de Segunda División B.

## Trayectoria
Formado en las categorías inferiores del Celta de Vigo, no llegó a debutar con el primer equipo. 
Entre 2009 y 2011 llegó al CD Lugo procedente del Zamora CF y anteriormente formó parte del Logroñés CF. Durante las dos temporadas, jugando 37 y 34 partidos ligueros, respectivamente.
En agosto de 2011 decidió fichar por el CD Tenerife, recién descendido de la Segunda División, con el que se clasificó para el play off de ascenso a Segunda División. 
En julio de 2012 ficha por el Fútbol Club Cartagena, recién descendido de la Segunda División. Debido a una lesión durante la pretemporada, no debuta hasta la cuarta jornada del campeonato. Con el conjunto albinegro, termina la liga regular como subcampeón de grupo y disputa las eliminatorias de ascenso a Segunda División. Hasta la fecha lleva disputados 26 partidos de liga y 1 de Copa RFEF.

## Clubes
| Club                        | País   | Año       | Partidos Totales | Goles Totales |
| --------------------------- | ------ | --------- | ---------------- | ------------- |
| Real Club Celta de Vigo "B" | España | 2001-2007 | 129              | 5             |
| Logroñés Club de Fútbol     | España | 2007-2008 | 24               | 1             |
| Zamora Club de Fútbol       | España | 2008-2009 | 38               | 0             |
| Club Deportivo Lugo         | España | 2009-2011 | 77               | 4             |
| Club Deportivo Tenerife     | España | 2011-2012 | 34               | 1             |
| Fútbol Club Cartagena       | España | 2012-2014 | 62               | 0             |
| S. D. Compostela            | España | 2014-2016 | 57               | 0             |

## Palmarés

### Campeonatos nacionales
| Título          | Club                    | País   | Año  |
| --------------- | ----------------------- | ------ | ---- |
| Copa Federación | R. C. Celta de Vigo "B" | España | 2002 |